# Форт-Ирвинг (аэропорт)
Аэропорт Бисайкл-Лейк/Форт-Ирвинг (англ. Bicycle Lake Army Airfield), (ИКАО: KBYS, FAA LID: BYS) — военный аэропорт, расположенный в районе Бисайл-Лейк в пяти километрах к северо-востоку от военной базы Форт-Ирвинг, округ Сан-Бернардино, Калифорния, США.
Аэропорт принадлежит Армии США.